# Гамильтон Кресент
Гамильтон Кресент (англ. Hamilton Crescent) — крикетный стадион в Глазго, домашняя арена команды «Вест оф Скотланд».
В первую очередь этот стадион известен тем, что здесь, 30 ноября 1872 года прошёл первый в истории международный футбольный матч между сборными Шотландии и Англии. Матч закончился со счётом 0:0.
В будущем, на этом стадионе сборная Шотландии проводила матчи в 1874 и 1876 годах, перед тем как переехать в «Хэмпден Парк». Финал Кубка Шотландии 1877 года также проходил на этом стадионе.